# Deovel
Los deovels son unos templos de la isla de Ceilán dedicados a las divinidades que no son adoradas en los templos llamados ochars. 
Estos templos cuentan con escasas rentas, por lo que sus sacerdotes, llamados koppus y pertenecientes al décimo orden, tiene que trabajar la tierra para ayudarse en sus necesidades, ya que tampoco se les exime del pago de tributos.